# اونسان (شهرک)
اونسان (به لاتین: Unsan) یک منطقهٔ مسکونی در کره شمالی است. اونسان ۲۲ متر بالاتر از سطح دریا واقع شده‌است.